# Rocheva meja
Rocheva meja [róševa mêja] (tudi Rocheva limita [róševa limíta]) je najmanjša oddaljenost od središča planeta, kjer še lahko obstaja njegov naravni satelit ali kjer večje telo ne razpade. Če bi se neko telo znašlo znotraj nje, bi razpadlo, ker so plimske sile planeta večje od težnostnega privlaka njegovih delcev. Znotraj Rocheve meje se bodo krožeča telesa razprševala in tvorila obroče, zunaj pa se bodo združevala. Rocheva meja se imenuje po francoskem matematiku in astronomu Édouardu Albertu Rochu, ki je prvi izračunal to teoretično ločnico leta 1848.
Rocheve meje ne smemo zamenjevati s pojmom Rochevega ovala, ki se tudi imenuje po njem. Rochev oval opisuje omejen prostor okoli enega od dveh masivnih teles, ki krožita drug okoli drugega po krožnih tirnicah. Vanj se ujame manjše telo in je zelo pomemben pri tesnih dvozvezdjih.

## Rocheva meja v Osončju
Nekateri resnični sateliti, tako naravni kot umetni, lahko krožijo znotraj Rocheve meje, ker nanje poleg težnosti, delujejo še druge sile. Jupitrov satelit Metis in Saturnov satelit Pan sta primera naravnih satelitov, ki sta zmožna cela krožiti znotraj tekočinske Rocheve meje. Nista razpadla, deloma zaradi nateznih sil, in deloma zato, ker dejansko nista tekoča. V takšnih primerih je možno, da telo na površju takšnega satelita odrinejo plimske sile, kar je odvisno od njegove lege glede na satelit. Plimske sile so največje vzdolž zveznice središč satelita in glavnega telesa. Manj masiven satelit kot je komet lahko razpade, če gre mimo telesa znotraj Rocheve meje. Razpadajoča tirnica kometa Shoemaker-Levy 9 okoli Jupitra je junija 1992 potekala znotraj Rocheve meje, kar je povzročilo, da je komet razpadel na več večjih kosov. V naslednjem kometovem obhodu leta 1994 so ti kosi trčili z Jupitrom.
Ker plimske sile znotraj Rocheve meje prevladajo nad težnostjo, tam veliki sateliti ne morejo nastati iz manjših delov. Vsi štirje znani planetni prstani orjaških planetov v Osončju ležijo znotraj Rocheve meje. Prstani so lahko ostanki planetovega protoplanetarnega akrecijskega diska, ki se ni združil v satelite, ali pa so nasprotno nastali ob mimohodu satelita znotraj Rocheve meje, ki je razpadel. Plinski velikani imajo tudi vse velike satelite zunaj Rocheve meje. Snov znotraj Rocheve meje ne razpade, če je dovolj trdna za plimske sile, ki nanjo delujejo.
Rocheva razprava se je ukvarjala le s trdninami ali kapljevinami, toda osnove mehanizma so iste, bodisi da so telesa trdna, kapljevinasta ali plinasta. Za satelit v tekočem stanju idealiziranega plina znaša Rocheva meja okoli 2,44 polmera planeta. Zunanja meja Saturnovih prstanov je znotraj te meje, na oddaljenosti 2,3 polmera Saturna, najbližji satelit Mimas pa je na razdalji 3,1 polmera, torej zunaj meje. To lastnost je odkril pri proučevanju nastanka Saturnovih prstanov.

## Rocheva meja drugih teles
Pojav velja tudi za črne luknje in sredice aktivnih kvazarjev, kar pa še ni praktično potrjeno. Umetni sateliti so premajhni, da bi bile njihove plimske sile opazne.

## Izračun Rocheve meje
Rocheva meja je odvisna od togosti satelita. Na eni strani bo tog satelit ohranil svojo obliko dokler ga plimske sile ne razbijejo na kose. Na drugi strani se močno tekočinski satelit z naraščajočimi plimskimi silami postopoma deformira in nazadje razpade.
Za tog krogelni satelit lahko vpliv togosti zanemarimo in lahko snov, ki ga sestavlja, obravnavamo le z njegovo lastno težnostjo. Tudi druge vplive lahko zanemarimo, kot je plimska deformacija glavnega telesa in vrtenje satelita. Rocheva meja dT je tako:
{\displaystyle d_{T}=R\left(2\;{\frac {\rho _{M}}{\rho _{m}}}\right)^{\frac {1}{3}}\approx 1,260R\left({\frac {\rho _{M}}{\rho _{m}}}\right)^{\frac {1}{3}}\;,}
kjer je {\displaystyle R} polmer glavnega telesa, {\displaystyle \rho _{M}} njegova gostota in {\displaystyle \rho _{m}} gostota satelita.
Pri tekočinskem satelitu ga plimske sile raztegnejo in se porazdelijo, kar povzroči da še lažje razpade. Izračun se bolj zaplete in ga ni moč natančno izvršiti. Vendar obstaja približna rešitev:
{\displaystyle d\approx 2,423R\left({\frac {\rho _{M}}{\rho _{m}}}\right)^{\frac {1}{3}}\approx 1,923d_{T}\;,}
kar kaže, da bo tekočinski satelit razpadel že pri skoraj dvakratni oddaljenosti toge krogle enake gostote.
Večina stvarnih satelitov je nekje med obema primeroma. Notranje trenje, viskoznost in kemične vezi povzročajo, da niso ne popolnoma togi in ne popolnoma tekoči.

### Togi sateliti
Približni račun za Rochevo mejo togega telesa dT ne upošteva deformacije krogelne oblike satelita zaradi plimskih sil. Če je satelit več kot dvakrat gostejši kot glavno telo (na primer pri skalnatem naravnem satelito okoli plinskega velikana), bo Rocheva meja ležala znotraj glavnega telesa, kar pa fizikalno ni smiselno.

#### Izpeljava enačbe
Da bi izračunali Rochevo mejo, imejmo majhno maso u na površju satelita, ki je najbližje glavnemu telesu. Na to maso delujeta dve sili: težnosti privlak proti satelitu in težnostni privlak proti glavnemu telesu. Ker se satelit že nahaja prosten padu v tirnici okoli glavnega telesa, plimska sila največ prispeva k težnostnemu privlaku glavnega telesa.
Težnosti privlak {\displaystyle F_{G}} na maso {\displaystyle u} proti satelitu z maso {\displaystyle m} in polmerom {\displaystyle r} lahko izrazimo po Newtonovem splošnem gravitacijskem zakonu:
{\displaystyle F_{G}={\frac {\kappa mu}{r^{2}}}}
Plimska sila {\displaystyle F_{T}} na maso {\displaystyle u} proti glavnemu telesu s polmerom {\displaystyle R} in razdaljo {\displaystyle d} med središčema teles je:
{\displaystyle F_{T}={\frac {2\kappa Mur}{d^{3}}}}
Rocheva meja nastopi, ko se težnostni plivlak in plimska sila poničita:
{\displaystyle F_{G}=F_{T}\;,}
oziroma:
{\displaystyle {\frac {\kappa mu}{r^{2}}}={\frac {2\kappa Mur}{d^{3}}}}
To nam da Rochevo mejo dT za togo telo:
{\displaystyle d_{T}=r\left(2M/m\right)^{\frac {1}{3}}}
V enačbi ne želimo imeti polmera satelita in enačbo prepišemo z gostotami.
Maso krogle {\displaystyle M} lahko izrazimo kot:
{\displaystyle M={\frac {4\pi \rho _{M}R^{3}}{3}}}, kjer je {\displaystyle R} polmer glavnega telesa.
In prav tako:
{\displaystyle m={\frac {4\pi \rho _{m}r^{3}}{3}}}, kjer je {\displaystyle r} polmer satelita.
Če vstavimo izraza za masi v enačbo in pokrajšamo {\displaystyle 4\pi /3}, dobimo:
{\displaystyle d_{T}=r\left({\frac {2\rho _{M}R^{3}}{\rho _{m}r^{3}}}\right)^{1/3}\;,}
kar lahko poenostavimo v Rochevo mejo:
{\displaystyle d_{T}=R\left(2\;{\frac {\rho _{M}}{\rho _{m}}}\right)^{\frac {1}{3}}}

### Tekočinski sateliti
Še natančnejša obravnava Rocheve meje upošteva še deformacijo satelita. Skrajni primer bi bil tekočinski satelit plimsko zvezan, ki bi sočasno krožil v tirnici okoli planeta, kjer bi ga vsaka sila, ki deluje nanj, deformirala. V tem primeru se oblika satelita spremeni v raztegnjen sferoid.
Račun je zapleten in ga ni moč izračunati natančno. Roche je sam našel naslednji numerični pribižek Rocheve meje:
{\displaystyle d\approx 2,44R\left({\frac {\rho _{M}}{\rho _{m}}}\right)^{1/3}}
S pomočjo računalnika je rešitev še boljša:
{\displaystyle d\approx 2,423R\left({\frac {\rho _{M}}{\rho _{m}}}\right)^{1/3}\left({\frac {(1+{\frac {m}{3M}})+{\frac {c}{3R}}(1+{\frac {m}{M}})}{1-c/R}}\right)^{1/3}}
kjer je {\displaystyle c/R} sploščenost glavnega telesa.

## Rocheve meje za nekatera telesa
Spodnja tabela prikazuje srednjo gostoto in ekvatorski polmer za izbrana telesa v našem Osončju.
| glavno telo | gostota (kg/m3) | polmer (m)  |
| ----------- | --------------- | ----------- |
| Sonce       | 1400            | 695.000.000 |
| Jupiter     | 1330            | 71.500.000  |
| Zemlja      | 5515            | 6.376.500   |
| Luna        | 3340            | 1.737.400   |

S pomočjo teh podatkov lahko preprosto izračunamo Rocheve meje za toge in tekočinske satelite. Povprečna gostota kometa je približno 500 kg/m3.
Spodnja tabela podaja Rocheve meje izražene v metrih in s polmerom glavnega telesa. Resnična Rocheva meja za satelit je odvisna od njegove togosti in njena velikost bo nekje med Rochevima mejama za togo in tekočinsko telo, navedenima spodaj.
| telo   | satelit | Rocheva meja (togo) | Rocheva meja (togo) | Rocheva meja (tekočinsko) | Rocheva meja (tekočinsko) |
| telo   | satelit | razdalja (m)        | R                   | razdalja (m)              | R                         |
| ------ | ------- | ------------------- | ------------------- | ------------------------- | ------------------------- |
| Zemlja | Luna    | 9.495.665           | 1,49                | 18.261.459                | 2,86                      |
| Zemlja | Komet   | 17.883.432          | 2,80                | 34.392.279                | 5,39                      |
| Sonce  | Zemlja  | 554.441.389         | 0,80                | 1.066.266.402             | 1,53                      |
| Sonce  | Jupiter | 890.745.427         | 1,28                | 1.713.024.931             | 2,46                      |
| Sonce  | Luna    | 655.322.872         | 0,94                | 1.260.275.253             | 1,81                      |
| Sonce  | Komet   | 1.234.186.562       | 1,78                | 2.373.509.071             | 3,42                      |

Če je glavno telo manj kot za polovico redkejše kot satelit, je Rocheva meja togega telesa manj kot njegov polmer, in telesi lahko trčita že zunaj Rocheve meje. Rocheva meja za Sonce in Zemljo na primer kaže, da bi Zemlja trčila s Soncem še preden bi zaradi plimskih sil razpadla. 
Kako blizu so naravni sateliti njihovim Rochevim mejam v našem Osončju? Spodnja tabela podaja polmer tira za notranji satelit, deljen z lastno Rochevo mejo, za oba primera - togega in tekočinskega. Neptunov naravni satelit Najada je lahko v resnici zelo blizu svoje dejanske Rocheve meje.
| glavno telo | satelit   | polmer tira proti Rochevi meji | polmer tira proti Rochevi meji |
| glavno telo | satelit   | (togo)                         | (tekočinsko)                   |
| ----------- | --------- | ------------------------------ | ------------------------------ |
| Sonce       | Merkur    | 104:1                          | 54:1                           |
| Zemlja      | Luna      | 41:1                           | 21:1                           |
| Mars        | Fobos     | 172 %                          | 89 %                           |
| Mars        | Deimos    | 451 %                          | 233 %                          |
| Jupiter     | Metis     | 186 %                          | 93 %                           |
| Jupiter     | Adrasteja | 220 %                          | 110 %                          |
| Jupiter     | Amalteja  | 228 %                          | 114 %                          |
| Jupiter     | Tebe      | 260 %                          | 129 %                          |
| Saturn      | Pan       | 174 %                          | 85 %                           |
| Saturn      | Atlas     | 182 %                          | 89 %                           |
| Saturn      | Prometej  | 185 %                          | 90 %                           |
| Saturn      | Pandora   | 185 %                          | 90 %                           |
| Saturn      | Epimetej  | 198 %                          | 97 %                           |
| Uran        | Kordelija | 155 %                          | 79 %                           |
| Uran        | Ofelija   | 167 %                          | 86 %                           |
| Uran        | Bjanka    | 184 %                          | 94 %                           |
| Uran        | Kresida   | 192 %                          | 99 %                           |
| Neptun      | Najada    | 140 %                          | 72 %                           |
| Neptun      | Talasa    | 149 %                          | 77 %                           |
| Neptun      | Despina   | 153 %                          | 78 %                           |
| Neptun      | Galateja  | 184 %                          | 95 %                           |
| Neptun      | Larisa    | 220 %                          | 113 %                          |
| Pluton      | Haron     | 14:1                           | 7,2:1                          |